# Singoalla (segelbåt)
Singoalla var en svensk bermudariggad skärgårdskryssare med 150 kvadratmeter segelyta, som byggdes 1919, men som förstördes vid en brand 1923.
Singoalla beställdes av skeppsredaren Nils Österman i  Stockholm. Hon ritades av Gustaf Estlander och byggdes på Hästholmsvarvet i Nacka efter skärgårdskryssarregeln, som klubbats 1908. Endast ett fåtal båtar byggdes i den största av de nio klasserna efter denna regel, och omkring tio äldre båtar klassades om till 150:or. Beteckningen 150 innebär att storseglet plus 85 procent av förseglet får vara högst 150 kvadratmeter. Den största båten i klassen var den nära 24 meter långa Singoalla.
En kort tid efter leverans gick Nils Österman i konkurs, varvid Gustaf Estlander tog över båten och döpte henne till Singoalla. Hon tävlade framgångsrikt säsongerna 1920–1922, men förstördes i en brand på Böbska varvet i Travemünde i Tyskland vintern 1923.